# Granica iracko-saudyjska
Granica iracko-saudyjska to granica międzypaństwowa dzieląca terytoria Iraku i Arabii Saudyjskiej o długości 814 kilometrów.

## Przebieg granicy
Początek granicy znajduje się na północnym zachodzie Pustyni Syryjskiej na miejscu styku granic Jordanii, Arabii Saudyjskiej i Iraku. Następnie granica biegnie w kierunku południowo-wschodnim do trójstyku granic Iraku, Kuwejtu i Arabii Saudyjskiej w Wadi al-Batin.

## Historia
Granicę ustalono w 1922 roku. W latach 1923–1975 przy granicy z Kuwejtem istniała strefa neutralna, następnie podzielona pomiędzy Irak i Arabię Saudyjską.